# Arce Plateado de los Jardines de Cecilio Rodríguez

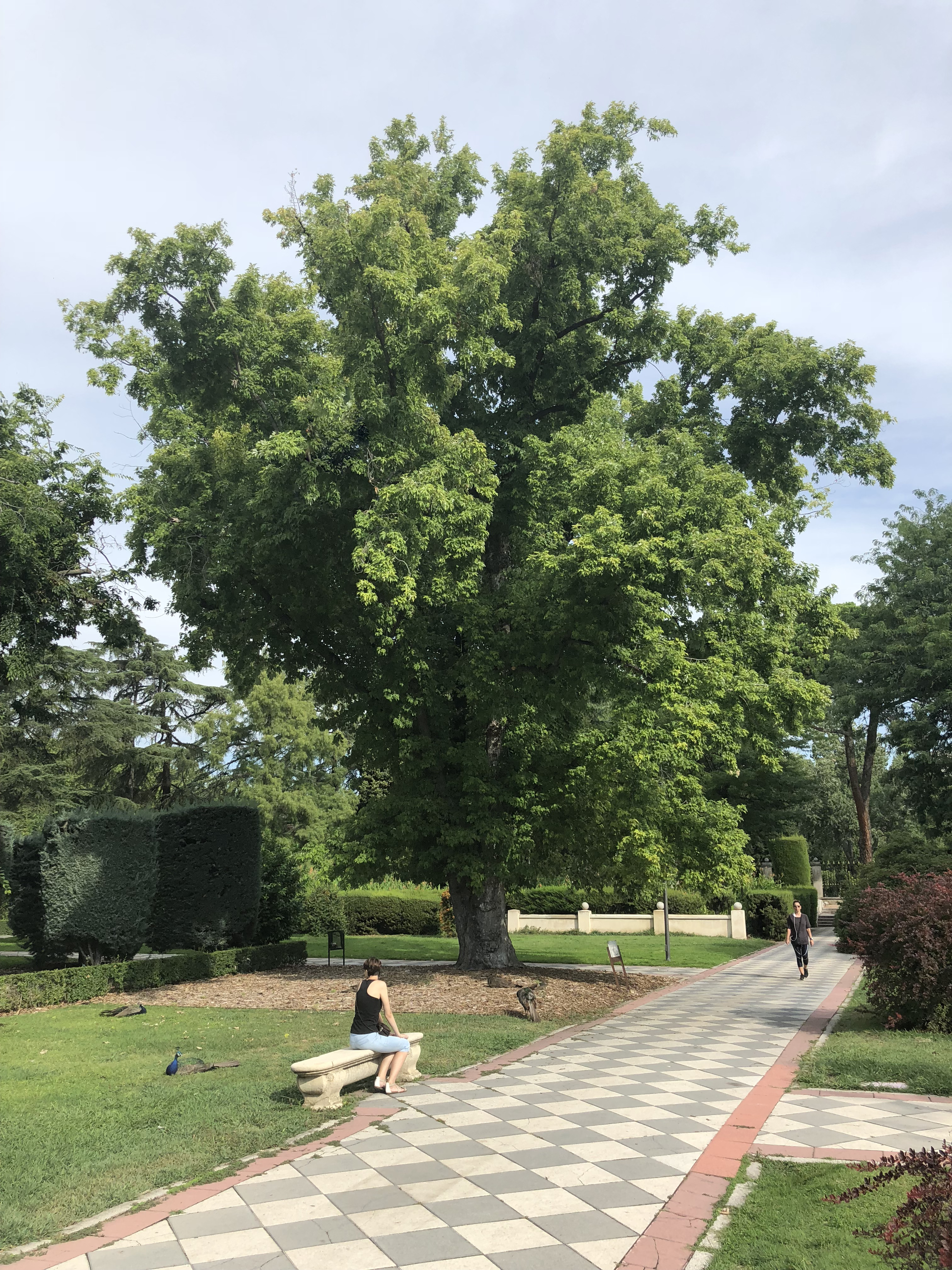
Arce Plateado.

El Arce Plateado de los Jardines de Cecilio Rodríguez (Acer saccharinum) es uno de los árboles más destacados del Parque del Retiro de Madrid, catalogado con protección de árbol singular de la Comunidad de Madrid.

## Descripción
Este ejemplar se encuentra en los Jardines de Cecilio Rodríguez, en una zona ajardinada entre 1940 y 1950, aunque planteada anterioremente desde 1929 como una ampliación de la Casa de Fieras cerca de la fuente de la Gaviota. Tiene una altura de veinte metros, con la habitual copa globosa de los arces (un diámetro de quince metros y medio). Su tronco se ramifica desde poca altura en cuatro troncos principales.
Este tipo de árbol caducifolio de 20-30 m, aunque puede llegar a los 40 m de altura. La corteza es lisa, gris y se desprende en escamas con la edad. Las hojas son palmadas, de entre 8 a 16 cm de largo y 6 a 12 cm de ancho, con muescas profundas y angulares entre los 5 lóbulos. Tiene flores en pequeñas panículas, producidas antes que las hojas, a principios de primavera.

## Taxonomía
Acer saccharinum L., el arce de azúcar, arce del Canadá, arce sacarino, arce plateado o arce blanco americano es una especie botánica de arce nativa del Este de Estados Unidos y áreas adyacentes del sudeste de Canadá. Es, relativamente, de rápido crecimiento. Se lo ubica a lo largo de vías de agua y humedales. Es uno de los más comunes árboles de Estados Unidos. Es altamente adaptable, aunque tienen más altos requerimientos de luz solar que otros arces.

## Árboles singulares de la Comunidad de Madrid
El régimen jurídico básico de conservación, uso sostenible, mejora y restauración del patrimonio natural y de la biodiversidad, plasmado a nivel estatal en la Ley 42/2007, del Patrimonio Natural y de la Biodiversidad, creó el Listado de Especies Silvestres en Régimen de Protección Especial, que incluyó especies, subespecies y poblaciones merecedoras de una atención y protección particular. De este listado, emana el Catálogo Español de Especies Amenazadas, donde se incluyen taxones o poblaciones de la biodiversidad amenazada, dentro de las categorías de “En peligro de extinción” o “Vulnerable”. 
Para facilitar la protección de estas especies se promulgó la Ley para la Protección y Regulación de la Fauna y Flora Silvestres de la Comunidad de Madrid, en virtud de la cual se ha desarrollado el Catálogo Regional de Especies Amenazadas de Fauna y Flora Silvestres, y de Árboles singulares de la Comunidad de Madrid, en el que se encuentra listado el Arce Plateado de los Jardines de Cecilio Rodríguez.